# Identidad Soberana
Identidad Soberana es un partido político de Uruguay, fundado en 2022 y liderado por Gustavo Salle.

## Historia

### Antecedentes
Para las elecciones internas de Uruguay de 2019 y aún sin haber conformado su propio partido, el abogado penalista Gustavo Salle se presenta en alianza con el Partido Verde Animalista, como precandidato a Presidente de la República, obteniendo la suma de 3.075 votos y quedando habilitado para participar de las elecciones generales, siendo acompañado en su fórmula presidencial por Ana Cordano, integrante fundacional de dicho partido.
Tras alcanzar la suma de 19.392 votos en las elecciones generales, el Partido Verde Animalista no pudo acceder al mínimo de votos para obtener representación parlamentaria y posteriormente se disolvió la alianza electoral entre Salle y el PVA.

### Fundación
El 9 de noviembre de 2022 compareció ante la Corte Electoral un grupo de ciudadanos solicitando la aprobación de Identidad Soberana como nuevo partido político, con el objetivo de presentarse a competir en las elecciones internas de Uruguay de 2024.
Para estas recientes elecciones presentó únicamente a Gustavo Salle como precandidato a Presidente de la República, obteniendo la suma de 4.739 votos y quedando habilitado para participar de las elecciones generales de octubre, siendo acompañado en su fórmula por María Canoniero, presidente de Identidad Soberana. 
En las elecciones generales de octubre de 2024 obtuvo 65.796 votos, lo que corresponde al 2.69% de los votos emitidos.  Esto le permite posicionarse como la cuarta fuerza política del país y tener dos escaños en la Cámara de Representantes.

## Ideología

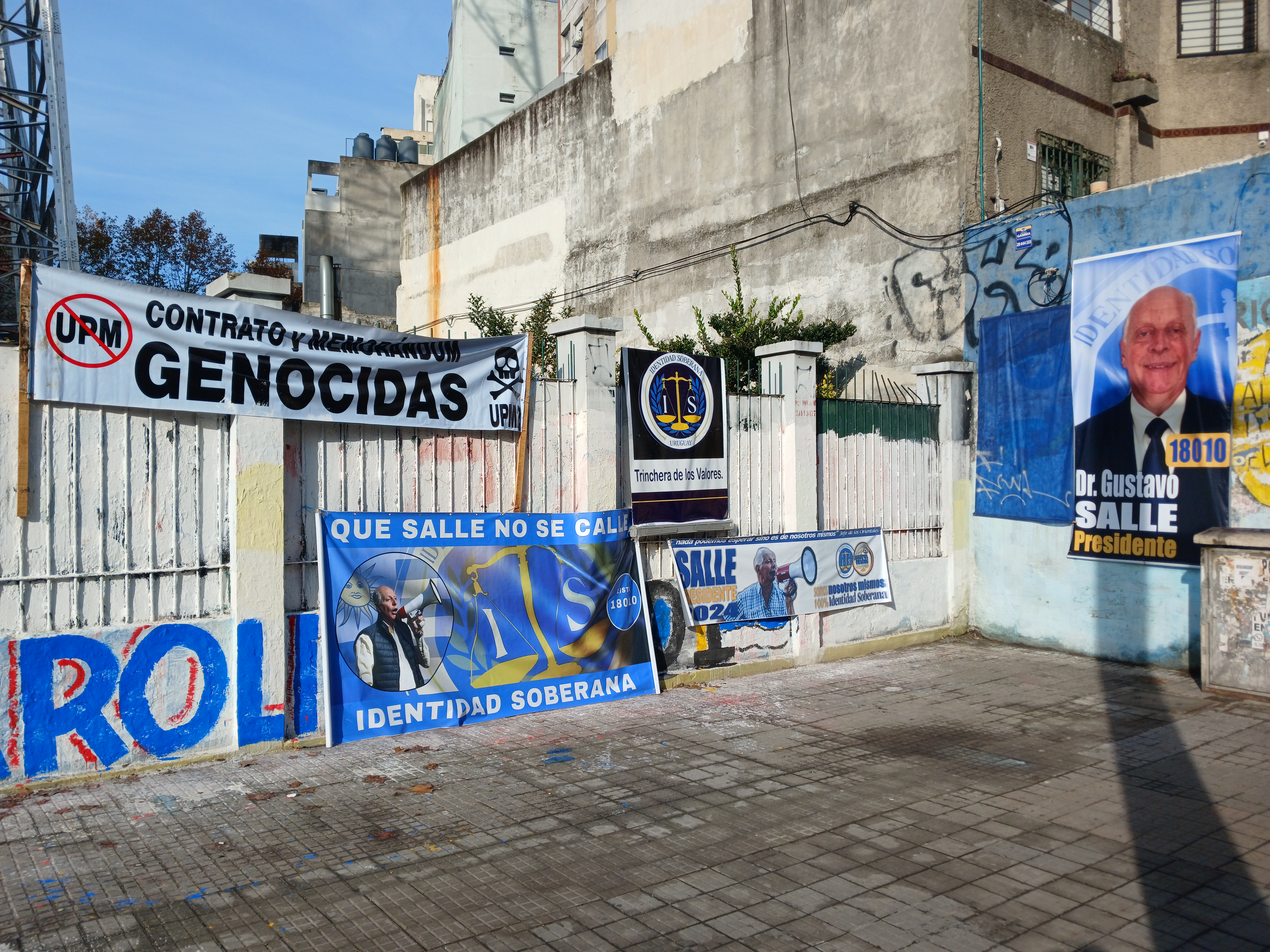
Propaganda política de Identidad Soberana por fuera de un comité ubicado en Avenida 18 de Julio.

En su programa de principios elaborado a principios de 2023, se autodefine «defensor de la soberanía nacional, de la forma democrática y republicana de gobierno, así como de los ideales Artiguistas, respetuoso de las libertades individuales, siendo su objetivo fundamental, la consecución de una digna calidad de vida y justicia social para todos los habitantes de la nación». Asimismo, hace una reivindicación del antiimperialismo en todos sus órdenes, y de la libre autodeterminación de los pueblos.
En su retórica habitual, el partido Identidad Soberana y su líder, Gustavo Salle, a través de sus dichos, se alinean con la teoría de la conspiración del "Nuevo Orden Mundial", adoptando elementos típicos de este discurso conspiracionista como alegar estar en contra de figuras como: “elitistas, globalistas y oligárquicos”, y "luchar contra la agenda 2030".Asimismo, se apegan a teorías conspirativas al respecto de la pandemia de COVID-19, incluso antes de la fundación de Identidad Soberana Gustavo Salle encabezó marchas en contra de las medidas adoptadas durante la pandemia de dicha enfermedad, enarbolando el término "plandemia" para referirse a ella y posicionándose en el movimiento "anti-vacunas".
En su programa de principios también se apunta a la consecución de una serie de objetivos en defensa irrestricta de la Constitución, del modelo de producción nacional basado en la producción de bienes y servicios, estimulando los sectores ganaderos y agrícolas mediante leyes y decretos que permitan aumentar los beneficios económicos para la mayor parte de la población, sin favorecer a corporaciones extranjeras y resaltando la importancia de la transparencia en el manejo de las finanzas públicas y en las acciones emprendidas a nivel gubernamental. En cuestiones ambientales, reafirma su compromiso con la defensa del medio ambiente, el cuidado del agua potable, el control estricto en el uso de los agrotóxicos, la penalización del maltrato animal y la protección de la fauna y flora.
También destaca la importancia de la familia como base de la sociedad y la república, abogando por su promoción y defensa por parte del estado, y por la derogación de todas las leyes que promuevan la perspectiva de género, por considerarlas inconstitucionales. En este sentido muestra su firme rechazo a la Agenda 2030, por considerar que atenta contra los principios y valores tradicionales de la sociedad, y coincide con ciertos elementos circunscriptos en la llamada conspiración judeo-masónico-comunista-internacional.
Se presenta como alternativa y férrea oposición a los dos grandes bloques políticos-electorales actuales de Uruguay (el Frente Amplio y la Coalición Multicolor), a quienes acusa de conformar el "Partido Único del Nuevo Orden Mundial", al tiempo que rechaza la validez del eje izquierda-derecha.

## Resultados electorales

### Elecciones nacionales
| Año  | Fórmula       | Fórmula         | Internas | Internas        | Generales | Generales | Bancas    | Bancas    |
| Año  | Presidente    | Vicepresidente  | Votos    | %               | Votos     | %         | Senadores | Diputados |
| ---- | ------------- | --------------- | -------- | --------------- | --------- | --------- | --------- | --------- |
| 2024 | Gustavo Salle | María Canoniero | 4739     | \| \| 0.49 % \| | 65796     | 2.69%     | 0/30      | 2/99      |
|      | 0.49 %        |                 |          |                 |           |           |           |           |

### Elecciones internas
| Año  | Precandidato a presidente | Votos | %              | Resultado |
| ---- | ------------------------- | ----- | -------------- | --------- |
| 2024 | Gustavo Salle             | 4739  | \| \| 100 % \| | Electo    |
|      | 100 %                     |       |                |           |